# (1031) Arctica
(1031) Arctica – planetoida z pasa głównego asteroid okrążająca Słońce w ciągu 5 lat i 119 dni w średniej odległości 3,05 au. Została odkryta 6 czerwca 1924 roku w Obserwatorium Simejiz na górze Koszka na Półwyspie Krymskim przez Siergieja Bielawskiego. Nazwa planetoidy pochodzi od Arktyki, obszaru otaczającego biegun północny. Przed jej nadaniem planetoida nosiła oznaczenie tymczasowe (1031) 1924 RR.